# Gornji Martinići
Gornji Martinići (cyr. Горњи Мартинићи) – wieś w Czarnogórze, w gminie Danilovgrad. W 2011 roku liczyła 28 mieszkańców.